# Publius Claudius Pulcher (consul suffect)
Publius Claudius Pulcher est un homme politique de l'Empire romain.

## Famille
Il est l'arrière-petit-fils paternel, de la branche des Claudii Pulchri, d'Appius Claudius Pulcher. Il est le père d'un Appius ou Publius Claudius Pulcher et grand-père d'Appius Claudius Pulcher.

## Carrière
Il est consul suffect à une date inconnue.